# Francisco Regueiro
Francisco Regueiro (Valladolid, 1934) es un director de cine y guionista español. Fue estudiante de la E.O.C. (Escuela Oficial de Cinematografía). 

## Filmografía como director
- Madregilda (1993)
- Diario de invierno (1988)
- Padre nuestro (1985)
- Las bodas de Blanca (1975)
- Duerme, duerme, mi amor (1975)
- Carta de amor de un asesino (1972)
- Me enveneno de azules   (1969)
- Si volvemos a vernos  (1968)
- Amador (1965)
- El buen amor (1963)
- Sor Angélica Virgen (1962) -cortometraje de la E.O.C.-